# Hits on Fire
Hits on Fire è la prima raccolta musicale del cantante canadese Bryan Adams, pubblicata esclusivamente per il Giappone nel 1988. Il disco 1 è in realtà tratto dall'album del 1987 di Adams  Into the Fire, pubblicato il 30 marzo 1987 tramite A&M Records. Il disco 2 contiene singoli di successo dagli album Cuts Like a Knife e Reckless, con l'aggiunta di tre canzoni da singoli da 12" pubblicati nel 1985. Questi non sono stati pubblicati su CD al di fuori del Giappone.

## Tracce
CD 1
1. Heat of the Night – 5:07
2. Into the Fire – 4:41
3. Victim of Love – 4:06
4. Another Day – 3:41
5. Native Son – 6:04
6. Only the Strong Survive – 3:45
7. Rebel – 4:02
8. Remembrance Day – 5:59
9. Hearts On Fire – 3:30
10. Home Again – 4:18

CD 2
1. Summer of '69
2. It's Only Love
3. Straight from the Heart
4. Somebody
5. Heaven
6. This Time
7. Diana
8. Run to You
9. Cuts Like a Knife
10. Kids Wanna Rock (versione dal vivo)
11. Heaven (versione dal vivo)
12. One Night Love Affair

## Formazione
- Bryan Adams – chitarra, pianoforte, tastiera, voce
- Mickey Curry – batteria
- Keith Scott – chitarra solista, cori
- Dave Taylor – basso
- Tommy Mandel – organo, tastiera
- Robbie King – organo
- Dave "Pick" Pickell – pianoforte
- Ian Stanley– Tastiera
- Jim Vallance – pianoforte, percussioni